# Street Sects
Street Sects — американский дуэт, исполняющий экспериментальную музыку, из Остина, Техас, сформированный в 2013-м году и состоящий из вокалиста Лео Эшлайна и мульти-инструменталиста Шона Рингсмута. Стиль их музыки предельно жёсткий, характеризуемый индустриальными ритмами, использованием скриминга, шумовыми и синтезаторными семплами и нигилистической лирикой. Две EP были выпущены в 2014-м году, дебютный альбом дуэта End Position вышел 16 сентября 2016 года на лейбле The Flenser и получил в целом положительные отзывы.

## История
В 2013-м году вследствие борьбы с зависимостью на протяжении тринадцати лет вокалист Лео Эшлайн основал Street Sects со своим другом, мульти-инструменталистом Шоном Рингсмутом, чтобы писать экстремальную экспериментальную музыку, обращающуюся к негативным сторонам жизни. В 2014-м году они выпустили первые две EP из запланированной пентады Gentrification: A Serial Album: The Morning After the Night We Raped Death (четвёртое февраля) и Broken Windows, Sunken Ceilings (пятнадцатое июля). Восемнадцатого ноября они также выпустили песню Things Will Be Better in California, являющуюся композицией, написанной с помощью семплов за авторством Wreck and Reference с их альбома 2014 года Want. Все эти произведения были спродюсированы дуэтом, сведены Джеймсом Плоткиным и проиллюстрированы ЭйДжеем Гарсес Бёмером на основе идей Эшлайна.
Дебютный студийный альбом Street Sects под названием End Position был выпущен шестнадцатого сентября 2016 года на лейбле The Flenser и получил в целом положительные отзывы. Сведение и мастеринг были сделаны в Machines with Magnets в Провиденсе, Род-Айленд. Название альбома взято из лирики альбома «Я вижу тьму» за авторством Уилла Олдхэма.

## Музыкальный стиль
На своём Bandcamp’e Street Sects обозначили свои произведения в жанрах электроника, нойз, хардкор-панк, индастриал, пауэр-электроникс и рок. Их лейбл, The Flenser, описал их музыку, как «лихорадочную свадьбу между индустриальной музыкой и панк-роком» … «использующую неистовые бескомпромиссные ритмы и различные жуткие сэмплы». Их стиль был описан различными критиками в обзорах альбома End Position, которые в целом были положительными. Адам Дельвин с Tiny Mix Tapes описал его, как «харш-нойзовый индустриальный панк-альбом», отметив, что «Шон Рингсмут является музыкальным скульптором редкого вида, сочетая индустриальные ритмы, состоящие из пулемётных очередей и громыхающих цимбал, с психоделическими и трансгрессивными мелодиями внеземного происхождения». Rolling Stone рекомендовал дуэт фанатам Big Black, Youth Code и Agoraphobic Nosebleed описав их музыку, как «убийственное сочетание синтезаторов, сэмплов, болезненного вокала и индустриальных ритмов», включающую в себя «вклинивания жуткого нойза, панка и индастриала». Тристан Джоунс с Sputnikmusic написал: «Street Sects сочетают грязные синтезаторные звуки со следами нойзкора и индастриала, подчёркнутые суицидальными мыслями и мизантропией». Дейв Тремблэй из Can This Even Be Called Music? назвал их музыку «хардкор пландерфоникс». Стивен Проски из New Noise Magazine высоко оценил взаимовлияние сложных музыкальных структур Рингсмута и вокал (скриминг) Лео Эшлайна, который он назвал «интимным и страстным».

## Состав
- Лео Эшлайн — вокал, продюсирование (2013 — по сей день)
- Шон Рингсмут — инструменты, семплы, продюсирование (2013 — по сей день)

## Дискография
Студийные альбомы
- End position (2016)
- The Kicking Mule (2018)

EPs
- Gentrification I: The Morning After the Night We Raped Death (2014)
- Gentrification II: Broken Windows, Sunken Ceilings (2014)
- Rat jacket (2017)
- Gentrification III: Death and Displacement (2019)
- Gentrification IV: Suspended From Gallery Rails (2019)
- Gentrification V: Whitewashed (2022)

Синглы
- Things Will Be Better in California (2014)
- Things Will Be Better In Hell (2018)